# ITV电视网
是英國一家免費接收的公共電視聯播網。它於1955年成立，成立時的名字為“獨立電視（Independent Television）”；其成立目的旨在打破英國廣播公司電視部門（組建於1936年）在當時對電視行業的壟斷並與之競爭。ITV是英國最古老的商業電視聯播網；自《1990年廣播法令》通過後，其法定名稱被確定為“第三頻道（Channel 3）”，以區別於當時的其他模擬電視頻道：BBC電視一台、BBC電視二台和第四頻道。
儘管ITV的歷史可以追溯到1955年，但由於各地區的特許經營權數度變更，因此早期ITV聯播網的加盟公司——例如比較知名的泰晤士電視、英聯影電視、聯合電視等都和現在的聯播網沒有任何關係。四十年來，一直是一個有諸多獨立公司所經營電視台組成的聯播網；這些公司不僅對所在地提供本地電視服務，同時也在公司間進行節目共享以在整個聯播網上播放。最初，ITV的特許經營權由不同的公司持有；但經過幾次合併之後，目前15個特許經營權分別由兩家公司持有：獨立電視公司負責運營ITV1和UTV（現使用ITV1這一頻道品牌）及STV集團負責運營STV。ITV電視網是獨立於獨立電視公司而存在的實體，而獨立電視公司是由格拉納達公司與卡爾頓傳播在2004年合併所組建的新公司。獨立電視公司擁有除蘇格蘭北部地區和中部地區之外的所有第三頻道特許經營權牌照；而這兩個地方的牌照歸STV集團所有。目前，獨立電視公司只是負責為整個ITV電視網進行節目編排，但具體節目製作則交由ITV工作室及其他獨立製作公司。各地區的地方性內容依舊會出現在聯播網的新聞節目及一些時事系列節目中。在北愛爾蘭，獨立電視公司依舊使用“UTV”作為當地的頻道名，直到ITV頻道更名為ITV1。不過在播放本地的地方性節目時，還是會繼續使用UTV這一頻道品牌。UTV原本是UTV傳媒（現名“無線集團”）所持有，後於2016年被獨立電視公司收購。

## 電視網歷史

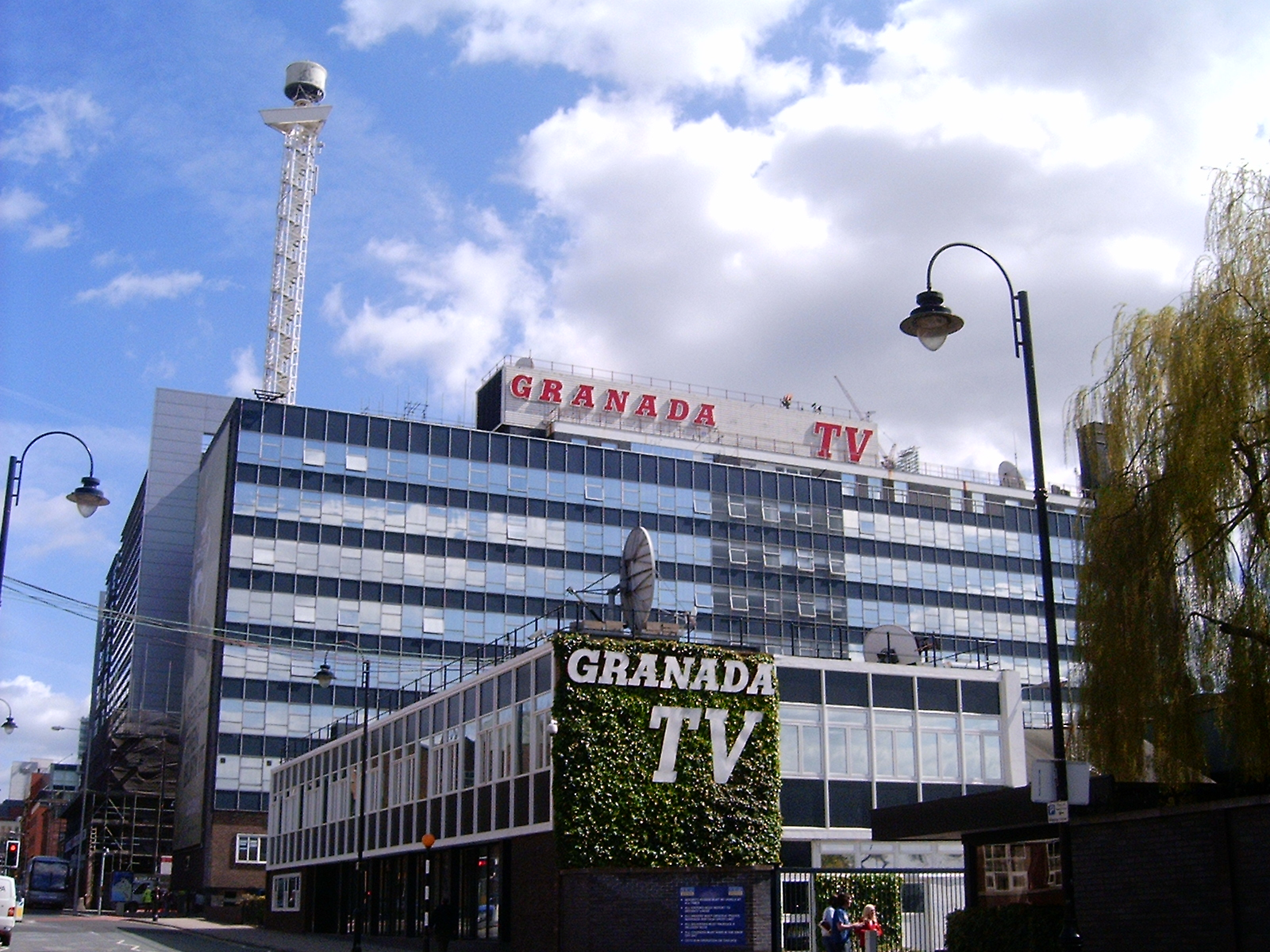
格拉納達工作室建於1954年，是格拉納達電視總部所在地。格拉納達電視於1956年開閉，是ITV聯播網唯一一家自組建以來一直擔任加盟台的特許經營商。格拉納達工作室在2013年關閉。

1962年ITV聯播網覆蓋地區示意圖。此時ITV聯播網所有加盟台均已開播。

ITV的成立源於《1954年電視法令》的通過，而組建ITV的目的旨在打破當時BBC電視服務對英國電視行業的壟斷。同時依據該法令成立了獨立電視管理局，該機構在《1972年聲音廣播法令》通過後被獨立廣播管理局所取代，它們都是用於嚴格監管該行業並頒發和審查特許經營權牌照的機構。前六個特許經營權分別覆蓋倫敦地區、英格蘭中部地區和北部地區，並且上述三個地區還細分平日與週末兩個特許經營權。ITV聯播網第一個開通電視服務的特許經營權公司是倫敦地區平日特許經營權獲得者聯合-麗的呼聲，其電視服務於1955年9月22日開播。中部地區和北部地區的獨立電視服務分別於1956年2月和1956年5月推出。在上述電視服務陸續開播後，獨立電視管理局開始授予更多的特許經營權，直至14個地區電視台覆蓋英國全境。而這些地區電視台都在1962年前全部開通。
ITV電視聯播網在開通之後，陸續於1963年、1967年、1974年、1980年和1991年進行過多次針對地區電視服務特許經營權的審查；歷經多次審查後，各特許經營權的覆蓋地區範圍發生了變化並且部分運營商也發生了改變。迄今為止，獨立電視特許經營權公司中僅有威爾斯西部和北部電視在1963年因為破產而退出聯播網，其餘公司則都是因為特許經營權審查而退出。1968年，獨立電視管理局取消了除倫敦地區以外其他地區的平日和週末特許經營權劃分；同時也增加了許多新的特許經營權服務，這其中包括1983年推出的全國性晨間時段節目（上午6點至9點25分播出）和圖文電視服務。《1990年廣播法令》的實施再度改變了ITV電視網；其監管機構獨立廣播管理局被更寬鬆的管理機構獨立電視委員會所取代；同時允許地區特許經營權公司之間相互兼併；並且對特許經營權競拍採取價高者所得策略，不再對過去所有者採取任何保護措施。特許經營權採取價高所得的政策遭致了廣泛的批評，四家特許經營權公司被取代，它們在相同的財政年度卻支付了不同的經營權費用。例如：中部電視台僅以2,000英鎊就拿下了利潤豐厚的大收視地區，因為這地區無人與其競爭；但在競爭激烈的約克郡地區，約克郡電視卻花費了3,770萬英鎊。

## 現有持牌者

ITV電視網於2013年至2022年期間在其廣播區域所使用的頻道品牌名。自此，ITV頻道更名為ITV1。

自2014年起完全使用ITV頻道的特許經營權區域。

第三頻道共計有15個地方特許經營權牌照（倫敦地區單獨分為平日和週末兩個牌照）和1個全國性晨間節目服務牌照。本章節所例舉的牌照持有期限都更新至2024年年底。英格蘭和威爾斯各地區的特許經營權牌照在2008年11月前由獨立電視公司在該地區的子公司所持有，目前則統一由ITV廣播有限公司持有。
為ITV電視網提供新聞節目的製作方也得到了英國通訊管理局的批准。自ITV成立以來，該服務一直由獨立電視新聞提供，而這次續約將持續到2024年年底。
| 特許經營範圍               | 持牌公司                   | 牌照頒發時間               | 母公司                     | 電視服務名                 | 頻道品牌名                 |
| 第三頻道地區特許經營權牌照 | 第三頻道地區特許經營權牌照 | 第三頻道地區特許經營權牌照 | 第三頻道地區特許經營權牌照 | 第三頻道地區特許經營權牌照 | 第三頻道地區特許經營權牌照 |
| -------------------------- | -------------------------- | -------------------------- | -------------------------- | -------------------------- | -------------------------- |
| 蘇格蘭中部地區             | STV中部有限公司            | 1957年8月31日              | STV集團                    | STV中部                    | STV                        |
| 蘇格蘭北部地區             | STV北部有限公司            | 1961年9月30日              | STV集團                    | STV北部                    | STV                        |
| 英格蘭東部地區             | ITV廣播有限公司            | 2006年12月                 | 獨立電視公司               | ITV盎格利亞                | ITV1                       |
| 英蘇國界地區               | ITV廣播有限公司            | 2008年11月                 | 獨立電視公司               | ITV國界                    | ITV1                       |
| 英格蘭中部地區             | ITV廣播有限公司            | 2008年11月                 | 獨立電視公司               | ITV中部                    | ITV1                       |
| 威爾斯地區                 | ITV廣播有限公司            | 2008年11月                 | 獨立電視公司               | ITV威爾斯                  | ITV1威爾斯                 |
| 英格蘭西北和曼島地區       | ITV廣播有限公司            | 2008年11月                 | 獨立電視公司               | ITV格拉納達                | ITV1                       |
| 倫敦地區（平日）           | ITV廣播有限公司            | 2008年11月                 | 獨立電視公司               | ITV倫敦（平日）            | ITV1                       |
| 倫敦地區（週末）           | ITV廣播有限公司            | 2008年11月                 | 獨立電視公司               | ITV倫敦（週末）            | ITV1                       |
| 英格蘭南部和東南地區       | ITV廣播有限公司            | 2008年11月                 | 獨立電視公司               | ITV子午線                  | ITV1                       |
| 英格蘭東北地區             | ITV廣播有限公司            | 2008年11月                 | 獨立電視公司               | ITV泰恩提茲                | ITV1                       |
| 英格蘭西南和西部地區       | ITV廣播有限公司            | 2008年11月                 | 獨立電視公司               | ITV西部                    | ITV1                       |
| 約克郡和林肯郡地區         | ITV廣播有限公司            | 2008年11月                 | 獨立電視公司               | ITV約克郡                  | ITV1                       |
| 海峽群島地區               | ITV廣播有限公司            | 2017年3月                  | 獨立電視公司               | ITV海峽電視                | ITV1                       |
| 北愛爾蘭地區               | ITV廣播有限公司            | 2016年2月                  | 獨立電視公司               | UTV                        | ITV1（UTV）                |
| 第三頻道全國特許經營權牌照 |                            |                            |                            |                            |                            |
| 晨間時段                   | ITV早餐有限公司            | 1993年                     | 獨立電視公司               | ITV早餐                    | ITV1                       |

## 海外廣播
ITV在事實行通過無線電視廣播可覆蓋到愛爾蘭共和國；在於北愛爾蘭接壤的地區可以收看到ITV多以UTV為頻道品牌，而在威爾斯沿海地區接收到的ITV則多以ITV威爾斯為頻道品牌。而在愛爾蘭共和國本土，直到2005年還可以通過有線電視觀看ITV；隨後這個頻道被UTV愛爾蘭所取代，後續其又被及維珍媒體三台取代。不過愛爾蘭觀眾現在依舊可以通過維珍媒體一台收看ITV節目，這其中就包括肥皂劇《愛默戴爾》和《加冕街》。而瑞士和列支敦士登的觀眾則可以通過IPTV收看ITV。從2013年3月27日起，英國三軍廣播服務（BFBS）向世界各地的英國軍隊成員及其家人提供ITV，它將取代原本用以播放ITV精選節目的BFBS電視三台。

## 批評爭議
自ITV開播，政界和媒體就一直憂心ITV將深陷廣告商與電視觀眾的矛盾中。由於廣告商不願購買低收視率節目前後的廣告時段，這導致ITV面臨在高峰時段播放更多受歡迎節目的壓力。進入21世紀初，隨著商業渠道的大幅增加、監管放鬆及廣告市場競爭顯著加劇，這種情況變得更加明顯。在2000年代，真人秀（包括明星真人秀和選秀節目等子類型）成為該頻道的主導節目。這導致ITV的節目越發“弱智化”並被觀眾指責為“同質化”，而這與其公共電視服務定位相違背。ITV還曾因縮減地方節目（包括地方新聞）內容而受到嚴厲批評。

## 獎項榮譽
| 年份   | 獎項       | 門類         | 提名人                        | 結果 |
| ------ | ---------- | ------------ | ----------------------------- | ---- |
| 2017年 | 媒體多元獎 | 年度媒體時刻 | 印迪亞·威洛比（《浪女妄言》） | 獲獎 |

## 標識變遷
事實上，這一標識從未被ITV聯播網各加盟電視台統一使用過。
在1989年之前，各地方加盟台都使用各自的台標；除了少數聯播網的子品牌節目，如：《ITV學校》和《ITV體育》等，標識幾乎很少出現在熒幕上。1989年9月，為了建立全國性ITV企業的形象，聯播網各加盟台開始將標識與本頻道標識相結合；但是如何結合則由各加盟台自行決定，所以部分加盟台從未使用過標識。直至2002年10月，英格蘭地區的加盟台才採用全國性的台標；但是它們的本地節目則要到2006年11月才使用台標。

## 相關列表
- ITV頻道列表（英语：List of ITV channels）
- ITV記者與新聞播音員列表（英语：List of ITV journalists and newsreaders）
- ITV所廣播電視節目列表（英语：List of television programmes broadcast by ITV）
- 英國電視頻道列表

### 腳註
1. ↑  自1959年為此地區提供電視服務的“盎格利亞電視有限公司”於2006年12月29日改名為“ITV廣播有限公司”。
2. ↑  截至1968年，中部地區的平日電視服務由聯合電視提供，而週末電視服務則由英聯影週末電視提供。
3. 1 2  牛津地區自2014年1月1日起從隸屬於英格蘭南部和東南地區轉至英格蘭中部地區。
4. ↑  2013年12月31日前被稱為“威爾斯和英格蘭西部地區”。
5. ↑  通常情況下使用ITV1。
6. ↑  截至1968年，西北地區的平日電視服務由格拉納達電視提供，而週末電視服務則由英聯影週末電視提供。同時該地區最初還包括約克郡的大部分地區。
7. ↑  曼島自2009年7月完成數字電視轉換後，其信號覆蓋範圍從國界電視和泰恩提茲電視轉至格拉納達電視。
8. ↑  英格蘭西南地區僅限至2013年12月31日。
9. ↑  2013年之後，屏幕上的台標僅有“ITV”或“ITV1”；但在此之前還使用過“ITV海峽電視”這個台標。
10. ↑  儘管自2020年11月永久採用“ITV”或“ITV1”台標，但在本地節目中還是會使用“UTV”台標。
11. ↑  現有晨間時段牌照持有者ITV早餐有限公司是早安電視更名後的名字，而早安電視於1993年取代電視上午獲得該特許經營權牌照。
12. ↑  獨立電視公司在2009年11月從華特迪士尼公司購入早安電視公司（現ITV早餐有限公司）的剩餘股份並使其成為其旗下全資子公司。

### 出典
1. 1 2 3  Jeremy Potter. . Independent Television in Britain (London: Palgrave Macmillan). 1990: 284–300. doi:10.1007/978-1-349-09907-8_19.
2. 1 2 3  Huw Wheldon. . Journal of the Royal Society of Arts. 1971-08, 119 (5181): 636–644. JSTOR 41370806.
3. ↑  . BBC在線.   [2023-09-18]. （原始内容存档于2021-01-26）.
4. ↑  . 英國通訊管理局.   [2023-09-17]. （原始内容存档于2010-07-31）.
5. ↑  . 英國通訊管理局. 2019-05-01  [2023-09-17]. （原始内容存档于2021-08-12）.
6. ↑  . 英國通訊管理局. 2018-10-12  [2023-09-17]. （原始内容存档于2019-05-11）.
7. ↑  . 英國通訊管理局.   [2023-09-17]. （原始内容存档于2016-08-26）.
8. ↑  . 英國三軍廣播服務.   [2023-09-17]. （原始内容存档于2012-10-17）.
9. ↑  Andrew Murray-Watson. . 每日電訊報. 2006-09-10  [2023-09-17]. （原始内容存档于2022-01-09）.
10. ↑  Catherine Johnson; Rob Turnock. . McGraw-Hill Education. 2005: 159–176. ISBN 9780335217298.
11. ↑  Ash Percival. . 赫芬頓郵報. 2017-09-15  [2023-09-17]. （原始内容存档于2021-05-15）.
12. ↑  . 獨立電視公司. 2017-09-16  [2023-09-17].

## 外部連接
- 獨立電視公司官方網站 （页面存档备份，存于）
- STV集團官方網站 （页面存档备份，存于）
- itvX （页面存档备份，存于）：ITV官方流媒體電視平台
- STV Player （页面存档备份，存于）：STV官方流媒體電視平台